# Giovanni Perricelli
Giovanni Perricelli (Milano, 25 agosto 1967) è un ex marciatore italiano.

## Biografia
Specialista della marcia, in particolare sulla distanza dei 50 km, fa parte del Gruppo Sportivo Fiamme Azzurre, la società sportiva del Corpo di Polizia Penitenziaria.
Si mise in luce a livello nazionale fin dal settore giovanile, facendo registrare sui 20 km il tempo di 1h 22:54, risultato ottenuto a Piacenza il 9 ottobre 1988, tuttora sesta prestazione italiana di sempre a livello di Under 23.
Entrato molto giovane nella nazionale di Atletica leggera, ha collezionato nella sua carriera risultati abbastanza altalenanti nelle grandi manifestazioni internazionali, meritando comunque una medaglia ai Campionati europei ed una ai Campionati mondiali.

In ambito nazionale, vanta cinque titoli italiani assoluti. Scoperto, cresciuto ed allenato da Pietro Pastorini, insieme a Michele Didoni, Raffaello Ducceschi e Sergio Spagnulo.
Giovanni Perricelli è tuttora in attività come allenatore di marcia delle Fiamme Azzurre ,di Fitwalking   ;inoltre preparatore presso Ice-lab (Sesto San Giovanni) e preparatore atletico del Team di pattinaggio sincronizzato Hot Shivers.

## Palmarès
| Anno | Manifestazione | Sede       | Evento       | Risultato | Prestazione | Note |
| ---- | -------------- | ---------- | ------------ | --------- | ----------- | ---- |
| 1988 | Olimpiadi      | Seul       | Marcia 50 km | 11º       | 3h47'14"    |      |
| 1992 | Olimpiadi      | Barcellona | Marcia 50 km | dnf       | dnf         |      |
| 1994 | Europei        | Helsinki   | Marcia 50 km | Bronzo    | 3h43'55"    |      |
| 1995 | Universiadi    | Fukuoka    | Marcia 20 km | Argento   | 1h24'19"    |      |
| 1995 | Mondiali       | Göteborg   | Marcia 50 km | Argento   | 3h45'11"    |      |
| 1996 | Olimpiadi      | Atlanta    | Marcia 20 km | 16º       | 1h23'41"    |      |
| 1996 | Olimpiadi      | Atlanta    | Marcia 50 km | 13º       | 3h52'31"    |      |
| 2000 | Olimpiadi      | Sydney     | Marcia 50 km | dnf       | dnf         |      |

## Altre competizioni internazionali
1998
- Bronzo alla Coppa Europa ( San Pietroburgo), marcia 50 km